# Mediatel
MediaTel SA – przedsiębiorstwo z siedzibą w Warszawie, od lipca 2004 notowane na Giełdzie Papierów Wartościowych. 

## Opis
Spółka została założona w 1991 roku, do 2005 działała jako SM-Media SA. Świadczy usługi telekomunikacyjne na bazie własnego NDS 1031, w tym połączenia międzynarodowe, międzystrefowe, do sieci komórkowych oraz lokalne (także przy dokonaniu przez abonentów preselekcji). W ramach swoich usług MediaTel SA oferuje również dostęp do Internetu.

## Akcjonariusze
- Hawe S.A. – 99,75%
- obrót giełdowy – 0,25%

## Zarząd
- Paweł Sobków – prezes
- Marcin Kubit – wiceprezes

## Rada Nadzorcza
- Grzegorz Kuczyński - przewodniczący
- Michał Banaczkowski
- Dominik Drozdowski
- Paweł Paluchowski
- Łukasz Syldatk
- Wojciech Wachacki